# 김재호 (법조인)
김재호(金載昊, 1963년 12월 4일~ )는 대한민국의 법조인이다. 배우자는 정치인 나경원이다. 경성고등학교를 졸업했고 서울대학교를 졸업했다. 제31회 사법시험에 합격하였다. 사법연수원 수료 후에 서울서부지방법원 판사, 서울고등법원 판사, 대전지방법원 서산지원장, 의정부지방법원 고양지원 부장판사 등을 거쳤다.
현재는 서울고등법원 민사 11부 부장판사로 근무하고 있다.
여담으로, 그의 아버지가 개성시 (대한민국) 출신 실향민으로 2세이다.

## 경력
- 1989.10 제31회 사법시험 합격
- 제21기 사법연수원
- 1992 수원지방법원 판사
- 서울민사지방법원 판사
- 서울서부지방법원 판사
- 서울고등법원 판사
- 2007.02 대전지방법원 서산지원 지원장
- 2009.02 의정부지방법원 고양지원 부장판사
- 2011.02 서울동부지방법원 부장판사
- 2013.02 서울중앙지방법원 부장판사
- 2015.02 수원지방법원 평택지원 지원장
- 2016.02 서울고등법원 춘천재판부 부장판사
- 2018.02~2025.02 서울고등법원 민사 11부 부장판사
- 2025.02~ 춘천지방법원장